# Hydroxylammoniumnitrat
Hydroxylammoniumnitrat ist eine chemische Verbindung aus der Gruppe der Nitrate und ein Salz von Hydroxylamin.

## Gewinnung und Darstellung
Hydroxylammoniumnitrat kann durch Reaktion von Hydroxylammoniumsalzen wie Hydroxylammoniumsulfat oder Hydroxylammoniumchlorid mit Nitraten wie Bariumnitrat, Natriumnitrat, Kaliumnitrat oder Calciumnitrat gewonnen werden. Es kann auch durch Elektrosynthese aus Salpetersäure gewonnen werden.

## Eigenschaften
Hydroxylammoniumnitrat ist ein Feststoff mit monokliner Kristallstruktur. Er zersetzt sich bei Erhitzung über 100 °C explosionsartig, wobei Wasser, Sauerstoff, Stickstoff und geringe Mengen Stickstoffmonoxid entstehen. Aus diesem Grund wird er als Einkomponenten-Treibstoff für Raketen und Granaten untersucht. Das technische Produkt wird in Lösung mit Wasser in den Handel gebracht. Es wurde auch als Reduktionsmittel in der Plutonium-Uran-Trennung und Plutonium-Rückextraktion verwendet.